# DOCOMOMO
DOCOMOMO Internationalまたは国際ドコモモ（こくさいドコモモ）は、1988年に設立された非営利団体で、近代建築の記録と保存を目的とする国際学術組織。本部 (docomomo International) と70ヵ国以上の国と地域に設けられた支部から成る。本部は当初、オランダのデルフトに設置され、2002年からはフランスのパリ、ポルトガルのリスボンを経て、2022年より再びオランダのデルフトに設置。DOCOMOMOは英語表記の 英: International Committee for Documentation and Conservation of Buildings, Sites and Neighbourhoods of the Modern Movement におけるアクロニム（頭字語）である。表記はDoCoMoMo、Docomomoが見られる。
ムリナリニ・ラジャゴパラン（Mrinalini Rajagopalan）はその著書（仮題『保存と近代性：競合する視点、争われた歴史、真正性の問題』2012年）に、この組織を評して「近代建築の保存にとって重要な団体」と述べた。

## 沿革
1988年にオランダ人建築家のユベール＝ヤン・ヘンケット（Hubert-Jan Henket）とウェッセル・デ・ヨング（Wessel de Jonge）はアイントホーフェンで国際ドコモモを創設する。その背景にはイコモス（1965年設立、ICOMOS）の目指す歴史的建造物や遺跡の保護と保全活動があり、これに触発されて組織の趣旨は近代建築の保護と都市計画と定めて準備された。国際ドコモモの初代議長はヘンケットが務め、デ・ヨングは事務局長を引き受けると、2000年9月に国際事務局はフランスに移り、シャイヨ宮のシテ建築遺産博物館（en:Cité de l’Architecture et du Patrimoine）が継承した。新体制はマリステラ・カシアート議長（Maristella Casciato 建築家で建築史家）、エミリー・ドルジェ事務局長（Émilie d'Orgeix 建築史家）、ディレクターはアンヌ・ローレ・ギエ（Anne-Laure Guillet 建築史研究家）で発足した。
個人会員2,000名を数えた2008年時点は、国別支部とワーキンググループを49ヵ国に置く。翌2010年、国際事務局はミース・ファン・デル・ローエ財団が受け入れバルセロナに移転する。アナ・トストエス議長（Ana Tostoes 建築家で建築史家）、イヴァン・ブラシ事務局長（Ivan Blasi 建築家）に交代後、2014年にポルトガルのリスボン大学学傘下の高等工科大学（Instituto Superior Técnico リスボン）に再び移された。トストエス教授は議長職に留任し、ザラ・フェレイラ事務局長が着任する。

## 国際会議とセミナー
国際ドコモモが隔年で主催する国際会議は、保全問題に関係する人々を集めて学術研究に関する情報交換や研究結成果の共有を進めてきた。
セミナーの開催は国際科学技術委員会（ISC/T）が担当し、扱う主題は鉄筋コンクリート構造物の修復、カーテンウォールのファサード、窓とガラス、木材とモダン・ムーブメント、近代建築と配色、現代建築が用いる石材などである。
多くの場合、セミナーや会議は要となるモダニズム建築を会場にする。たとえば2003年（ISC/T セミナー）はロシアのヴィボルグ市立図書館（アルヴァ・アールト設計）、2008年の国際会議はロッテルダムの通称ファン・ネレ工場（ブリンクマン&ファン・デル・フルフト建築事務所設計）を借りた。またニューヨークでは閉会式とパーティーにLever Houseが使われた（2004年、Gordon Bunshaft 設計）。
以下に国際会議の実績の一部を記す。
| 開催回 | 開催年（年） | 日付            | 会場都市 |
| ------ | ------------ | --------------- | --- |
| 1      | 1990         | 9月12–14日      | アイントホーフェン |
| 2      | 1992         | 9月16–19日      | デッサウ・バウハウス校（英語版） |
| 3      | 1994         | 9月16–19日      | バルセロナ |
| 4      | 1996         | 9月18–20日      | ブラチスラヴァとスリアチュ（英語版） |
| 5      | 1998         | 9月16–18日      | ストックホルム |
| 6      | 2000         | 9月20–22日      | ブラジリア |
| 7      | 2002         | 9月16–21日      | パリ |
| 8      | 2004         | 9月26日–10月2日 | ニューヨーク市 |
| 9      | 2006         | 9月26–29日      | イスタンブールとアンカラ |
| 10     | 2008         | 9月13–20日      | ロッテルダム |
| 11     | 2010         | 8月24–27日      | メキシコシティ |
| 12     | 2012         | 8月7–10日       | エスポー |
| 13     | 2014         | 9月24–27日      | ソウル |
| 14     | 2016         | 9月6–9日        | リスボン |
| 15     | 2018         | 8月28–31日      | リュブリャナ |
| 16     | 2021         | 8月30日–9月2日  | 東京：参加助成金を設けた、会場：東京文化会館ほか - 公開ディスカッション：「モダニズムは凍結したか」— COVID-19 流行期とその後の都市計画と建築 - セミナーは「オドモス」（oDOMOs）と称してオンラインで開かれた。 - MOMO 折り紙建築館 |
| 17     | ……           | ……              | |

## 出版物
機関誌『docomomo Journal』（1990年創刊）は、モダニズム建築の遺跡や建物に関する最近の研究を定期的にまとめる。刊行は2年ごとで、歴史や設計コンセプトから保全、技術や教育まで著名な建築専門家や研究者が寄稿し、モダニズム建築運動のあらゆる側面を取り上げる。
- Docomomo Journal. ISSN 1380-3204, OCLC 867662362. 続刊中。
- Docomomo Journal 電子版[12]
  - 2010年以降、「DOAJ Directory of Open Access Journals」で続刊中[13]。
  - 1996年1月1日以降、「Art & Architecture Complete」で続刊中[14]。

機関誌の過去号は、ウィキペディア図書館経由で閲覧できる。
既刊から日本に関連のある記事を一部、示す（発行年順）。
- "APPENDIX." Docomomo Journal, no. 29 (September 2003): 102–104.　本記事は『Docomomo Journal』2003年9月号に載った国際ドコモモの作業部会ならびに国際専門委員会（ICS）を紹介。
- Watanabe, Kenji (2003-09). “A Critical Eye Towards Japanese Modern Architecture: INTROSPECTION THROUGH MEMOIRS FROM FORTY YEARS AGO.”. Docomomo Journal (29):  48–53.
- FUJIOKA, H. "The Chiyoda Life Insurance Company headquarters in Tokyo: AN EXAMPLE OF A FAMOUS POSTWAR COMPLEX SURVIVING WITH A NEW ROLE AND FUNCTION." Docomomo Journal, [s. l.], n. 29, p. 36–37, 2003.
- Fujioka, Hiroyasu. 2004. "International Register of Docomomo Japan." Docomomo Journal, no. 30 (March): 33–34.
- Fujioka, Hiroyasu. 2005. "The Modern Movement Put into a Different Context." Docomomo Journal, June, 426–31.
- Fujioka, Hiroyasu. 2007. "Japan: Otherness and the Ripple of Modernism." Docomomo Journal, no. 36 (March): 61–63.
- Panzini, Franco. 2007. "The Gardens of Mirei Shigemori: TRADITION AND APPRECIATION OF MODERNITY." Docomomo Journal, no. 37 (September): 36–39.
- FUJIOKA, H. "Docomomo Japan: Expanding Its Register Listings." Docomomo Journal, [s. l.], n. 37, p. 8, 2007.
- Reference List. "UNESCO World Heritage List: Le Corbusier Proposal Deferred." 2011. Docomomo Journal, no. 44 (March): 89–90.
- Imagawa, Norihide; Suematsu, Shinsuke (2011-12-01). “Finding Modern Japanese Bridges: Stone, Wood and Steel”. Docomomo Journal (45):  62–67. doi:10.52200/45.A.B8DSPTC7. ISSN 2773-1634.
- Kitagawa, Daijiro (2011-12-01). “Eïtai and Kiyosu Bridges over the Sumida: Japanese Bridge Design in the 1920s”. Docomomo Journal (45):  56–61. doi:10.52200/45.A.I28C9099. ISSN 2773-1634.
- Imamura, Souhei (2014-08-01). “Flexibility in the Density. Metabolism: Freedom in a Large Complex”. Docomomo Journal (50):  52–57. doi:10.52200/50.A.L6KSWQ4E. ISSN 2773-1634.
- Yamana, Yoshiyuki; Fukuda, Kyo (2015-09-01). “National Museum of Western Art as Important Cultural Property of Japan: its Evolution and Historical Value”. Docomomo Journal (53):  74–83. doi:10.52200/53.A.GSNNOIXW. ISSN 2773-1634.
- Maki, Fumihiko (2015-09-01). “On Collective Form”. Docomomo Journal (53):  4–11. doi:10.52200/53.A.C4GWDAQ3. ISSN 2773-1634.
- Sopandi, Setiadi; Yamana, Yoshiyuki; Widodo, Johannes; Muramatsu, Shin (2017-11-01). “Modern Architecture in Southeast Asia, an Introduction. Asia, North-South-West-East”. Docomomo Journal (57):  4–11. doi:10.52200/57.A.475SOR25. ISSN 2773-1634.
- Matsukuma, Akira (2021-04-01). “Chochikukyo: cultural property representing "Japanese Timber Country Modernism””. Docomomo Journal (64):  10–17. doi:10.52200/64.A.YKIFL76A. ISSN 2773-1634.
- Maeda, Tatsuyuki; Yoshida, Yuka (2021). “The real reason why Nakagin Capsule Tower was never metabolized”. Housing for All (65):  118–120. doi:10.52200/65.a.voj1oe9b.
- Umemiya, Hiromitsu (2022-12-12). “THE INTERNATIONAL COMPETITION FOR THE STATE UKRAINIAN THEATER (1930): Application proposals from Japan”. Docomomo Journal (67). doi:10.52200/docomomo.67.05. ISSN 2773-1634.

### DOCOMOMO Japanの出版物
日本会議の記録
- Tostões, Ana、Yamana, Yoshiyuki 編『Inheritable resilience : sharing values of global modernities : the 16th International Docomomo Conference Tokyo Japan 2020 + 1 proceedings』Tokyo : docomomo Japan (出版) ; Lisboa : docomomo International (出版) ; 東京 : Echelle-1 (頒布)、2021年8月。
  - Proceedings Volume 0 ISBN 978-4-904700-74-7, 国立国会図書館書誌ID:033490834. 1-73頁
  - Proceedings Volume 1 ISBN 978-4-904700-75-4, 国立国会図書館書誌ID:033490518. 76-418頁
  - proceedings Volume 2 ISBN 978-4-904700-76-1, 国立国会図書館書誌ID:033490644. 422-811頁
  - proceedings Volume 3 ISBN 978-4-904700-77-8, 国立国会図書館書誌ID:033490673. 814-1197頁
  - proceedings Volume 4 ISBN 978-4-904700-78-5, 国立国会図書館書誌ID:033490732. 1200-1630頁

## 各国の活動
多くの国に国家レベルの Docomomo 作業部会があり、学術機関または建築連盟の一部として位置付けられる。具体的な活動にはスコットランドの主要な建築遺産の指定（DoCoMoMo Key Scottish Monuments）や「フィンランドにおけるモダニズム建築の傑作」展などが見られる。保護すべき重要な建造物の地名集を定義する動き、地元の活動家の支援も手がける事例がある。
アメリカ合衆国の場合、ベル研究所の旧ホームデル建物群の保全を目指した2009年のシャレット（検討会）の成果は、保存活動において他の団体と連携した好例としてニュージャージー州環境保護局 の認証を受けた。

## DOCOMOMO Japan
DOCOMOMO Japanは、国際ドコモモの日本支部である。
1998年（平成10年）に日本建築学会歴史意匠委員会の下に設けられたDOCOMOMO対応ワーキング・グループにおいて、日本の近代建築20選（DOCOMOMO 20 JAPAN）を選定し、2000年（平成12年＝1999年度）1月から神奈川県立近代美術館等で展覧会「文化遺産としてのモダニズム建築展 : DOCOMOMO20選」（2000年1月26日&ndsh;2000年3月26日）を開催。同年9月、ブラジリアでのDOCOMOMO総会において、アジア地区で最初の支部として正式に承認された。
2003年（平成15年）には、「DOCOMOMO JAPAN選定 日本におけるモダン・ムーブメントの建築」を選定したのをはじめ、展覧会の開催等、日本の近代建築の再評価のための活動を行うとともに、取り壊しが予定される近代建築について保存要望書を提出する等の保存活動に取り組んでいる。
2005年（平成17年）度から2009年（平成21年）度、さらに2012年（平成24年）度以降は毎年選定建築物を追加しており、2024年6月時点（令和6年）で290選を数える。
初代代表は青山学院大学教授（東京大学名誉教授）の鈴木博之。その後、2代目の松隈洋（京都工芸繊維大学教授）、3代目代表は渡邉研司（東海大学教授）が就任し、2024年現在は、鯵坂徹（元鹿児島大学教授）が代表職にある。

### 注
1. ↑  所在地はフランス、75116 パリ市トロカデロ広場から1918年11月11日広場の間（Place du 11-Novembre-1918 [6]。
2. ↑  新型コロナウイルスの世界的流行に対応するため、当初2020年開催を予定した日程を1年、繰り下げて「ドコモモ会議2020+1」と称し8月29日に開会式を催した。本会議（8月30日～9月1日）に続いて国際シンポジウム（9月2日）を開き、同日、閉会式を執り行った[9]。
3. ↑  優秀で適切な個人を対象に、Docomomo 学生ワークショップと本会議の両方に参加する応募者を優先して参加費、渡航費を補助した[9]。選考基準として優れた業績のあること、志望動機書に財政支援の必要性を述べ、論文と建築設計ポートフォリオ（学生ワークショップ）の提出が条件であった[9]。
4. ↑  鈴木博之は1998–1999年度に、日本学術振興会の助成事業を指揮する[22][23][24][25]。

## 関連資料
- Guillet, Anne-Laure Cité de l'architecture et du Patrimoine, Paris）.Docomomo International. Modernity as Heritage." Journal of Architectural Conservation. Volume 13, Issue 2, 2007. p. 151-156. doi:10.1080/13556207.2007.10785002. オンライン出版。2014年1月16日。著者は国際ドコモモのプロジェクトマネージャー。